# 2011 год в кино
В данной статье представлены списки топ-10 самых кассовых фильмов года, самих фильмов, вышедших в течение года, и наград, полученных фильмами за 2011 год.

## Лидеры проката
| Место | Название                                    | Прокатчик                       | Во всём мире   | В США        | Кроме США    | В России (в $) |
| ----- | ------------------------------------------- | ------------------------------- | -------------- | ------------ | ------------ | -------------- |
| 1     | Гарри Поттер и Дары Смерти: Часть 2         | Warner Bros.                    | $1 341 693 157 | $381 193 157 | $960 500 000 | $36 817 713    |
| 2     | Трансформеры 3: Тёмная сторона Луны         | Paramount Pictures (DreamWorks) | $1 123 794 079 | $352 390 543 | $771 403 536 | $45 129 718    |
| 3     | Пираты Карибского моря: На странных берегах | Walt Disney Pictures            | $1 045 713 802 | $241 071 802 | $804 642 000 | $63 661 754    |
| 4     | Сумерки. Сага. Рассвет: Часть 1             | Summit Entertainment            | $712 205 856   | $281 287 133 | $430 918 723 | $31 818 662    |
| 5     | Миссия невыполнима: Протокол Фантом         | Paramount Pictures              | $694 713 380   | $209 397 903 | $485 315 477 | $12 394 257    |
| 6     | Кунг-фу панда 2                             | Paramount Pictures (DreamWorks) | $665 692 281   | $165 249 063 | $500 443 218 | $31 829 945    |
| 7     | Форсаж 5                                    | Universal Pictures              | $626 137 675   | $209 837 675 | $416 300 000 | $29 333 777    |
| 8     | Мальчишник 2: Из Вегаса в Бангкок           | Warner Bros.                    | $586 764 305   | $254 464 305 | $332 300 000 | $13 262 502    |
| 9     | Смурфики                                    | Columbia Pictures               | $563 749 323   | $142 614 158 | $421 135 165 | $13 347 700    |
| 10    | Тачки 2                                     | Walt Disney Pictures            | $562 110 557   | $191 452 396 | $370 658 161 | $19 915 542    |

## Фильмы 2011 года

### Зарубежные фильмы
Зарубежные фильмы, демонстрировавшиеся в России впервые в 2011 году.

#### Январь
- 1 января — «Щелкунчик и Крысиный Король»
- 5 января — «Турист»
- 6 января
  - «Время ведьм»
  - «Путешествия Гулливера»
  - «Отчаянная домохозяйка»
- 13 января
  - «Доброе утро»
  - «Прошлой ночью в Нью-Йорке»
  - «Заложник смерти»
  - «Тайна Келлс»
- 20 января
  - «Кроличья нора»
  - «Чрево»
  - «Дух живого леса»
- 27 января
  - «Бурлеск»
  - «Дилемма»
  - «Любовь и другие лекарства»
  - «Механик»
  - «Я плюю на ваши могилы»
  - «Четыре льва»
  - «Копия верна»

#### Февраль
- 3 февраля
  - «4.3.2.1.»
  - «Зелёный Шершень»
  - «Ты и я»
  - «Санктум»
  - «Пингвиненок Джаспер: Путешествие на край света»
- 10 февраля
  - «Как знать…»
  - «Орёл IX легиона»
  - «Телохранитель»
  - «Чёрный лебедь»
  - «Детки в порядке»
  - «Железная хватка»
- 17 февраля
  - «127 часов»
  - «Исчезновение на 7-й улице»
  - «Неизвестный»
  - «Ты встретишь таинственного незнакомца»
  - «Гномео и Джульетта»
  - «Холостые выстрелы»[2]
- 23 февраля
  - «Боец»
  - «Вторжение: Битва за Рай»
- 24 февраля
  - «Большие мамочки: Сын как отец»
  - «Бьютифул»
  - «Король говорит!»
  - «Паранормальное явление: Ночь в Токио»
  - «Печальная баллада для трубы»
  - «Я — четвёртый»
  - «Ловец душ»

#### Март
- 3 марта
  - «Больше, чем секс»
  - «Девять»
  - «Меняющие реальность»
  - «Сумасшедшая езда» (3D)
- 10 марта
  - «Не отпускай меня»
  - «Ларго Винч: Заговор в Бирме» (Ларго Винч 2)
  - «Тайна красной планеты» (3D)
- 11 марта
  - «Инопланетное вторжение: Битва за Лос-Анджелес»
  - «Скайлайн»
- 17 марта
  - «Как я дружил в социальной сети»
  - «Красная Шапочка»
  - «Области тьмы»
  - «Ранго»
- 24 марта
  - «Притворись моей женой»
  - «Пол: Секретный материальчик»
  - «Железный рыцарь»
- 31 марта
  - «Астрал»
  - «Запрещённый приём»
  - «Исходный код»

#### Апрель
- 7 апреля
  - «Вкус ночи»
  - «Рио» (3D)
  - «Как выйти замуж за миллиардера»[3][4]
  - «Криминальная фишка от Генри»
  - «Звуки шума»
- 14 апреля
  - «Линкольн для адвоката»
  - «Путь домой»
  - «Крик 4»
  - «Убить Боно»
  - «Конфуций»
  - «Землетрясение»
- 21 апреля
  - «Безбрачная неделя»
  - «Воды слонам!»
  - «Затаившиеся 3D»
  - «Убежище»
- 28 апреля
  - «Женщина и мужчины»
  - «Дядюшка Бунми, который помнит свои прошлые жизни»
  - «Месть»
  - «Тор»
  - «Форсаж 5»

#### Май
- 5 мая
  - «Обряд»
  - «Ханна. Совершенное оружие»
  - «Жених напрокат»
  - «Смелый большой панда»[5]
- 12 мая
  - «Пастырь»
  - «Потустороннее»
  - «Служанка[англ.]»[6]
  - «Храбрые перцем» 
  - «Всё, что ты хочешь»[7]
- 18 мая — «Пираты Карибского моря: На странных берегах» (3D)
- 19 мая — «Шаолинь»
- 25 мая — «Кунг-фу панда 2» (3D)
- 26 мая — «Цена страсти»[8]

#### Июнь
- 2 июня
  - «Знаки смерти»[9]
  - «Игра без правил»
  - «Люди Икс: Первый Класс»
  - «Мальчишник 2: Из Вегаса в Бангкок»
  - «Лопе де Вега: Распутник и соблазнитель»[10]
  - «Жизнь за один день»
  - «Миларепа»
- 9 июня
  - «Древо жизни»
  - «Бунт ушастых»
  - «Любовь. Инструкция по применению»[11]
- 16 июня
  - «Зелёный Фонарь»
  - «Супер 8»
  - «Палата»
  - «Смертельный звонок»
  - «Последний полёт»
  - «Добыча»
  - «Племя»
- 22 июня — «Освенцим»
- 23 июня
  - «Тачки 2»
  - «Девичник в Вегасе»
  - «Руки-ноги за любовь»
  - «Без компромиссов»
  - «Шелуха»
  - «Четырежды»
- 28 июня — «Трансформеры 3: Тёмная сторона Луны»
- 30 июня
  - «Бобёр»
  - «Монте-Карло»
  - «Призрак на продажу»[12]
  - «Плодородная почва»

#### Июль
- 7 июля
  - «Prada и чувства»
  - «Жребий»[13]
  - «Очень плохая училка»
  - «Пингвины мистера Поппера»
  - Секс и Дзен 3D[14]
  - Меланхолия
  - Близнецы-убийцы
- 13 июля — «Гарри Поттер и Дары Смерти: часть 2»
- 14 июля
  - «Медвежонок Винни и его друзья»
  - «Кого я хочу больше»[15]
  - Я видел дьявола
  - Задание[16]
- 21 июля
  - Ларри Краун
  - «Один день»
  - «Мой парень из зоопарка»
  - Кошмар за стеной[17]
  - «Мисс никто»
  - Зажечь мир
  - Пеликан
  - Последний Мамонт Франции
  - Буря
  - 2199: Космическая одиссея (Космический линкор Ямато)
  - Вой банши
- 28 июля
  - «Первый мститель» (Капитан Америка: Первый Мститель)
  - «Главное — не бояться!»[18][19]
  - «Супер»[20]
  - «Секс по дружбе»
  - 51
  - Любовь с риском для жизни
  - Облава
  - «Пина: Танец страсти»

#### Август
- 4 августа
  - «Неуловимый Люк»
  - «Восстание планеты обезьян»
  - «Красная Шапка против зла»
  - «Далеко по-соседству»
  - «Несносные боссы»
  - «Лучшая жизнь»
  - «Глаз ребёнка»
- 11 августа
  - «Ковбои против пришельцев»
  - «Страшно красив»
  - «Смурфики»
  - Осатаневшая
- 18 августа
  - Один день
  - Захват
  - За тобой
  - Под ветвями боярышника
  - Кузены
  - Фламенко, фламенко
  - «Артур. Идеальный миллионер»
  - «Хочу как ты» (Перемена)
  - «Конан»
  - «Дети шпионов 4D»
- 25 августа
  - «Пункт назначения 5»
  - Ловушка
  - Приключения Винни и его друзья
  - Липучка
  - Неудовлетворённое сексуальное напряжение
  - Роковая Лара
  - Спящая красавица
  - Легко ли быть молодым?

#### Сентябрь
- 1 сентября
  - «Джейн Эйр»
  - Аполлон 18
  - Без мужчин
  - Субмарина
  - Охотник
  - Анонимные романтики
  - Дом моего отца
  - Баки Ларсон: Рождённый быть звездой
  - Коломбиана
  - «Челюсти 3D»
- 8 сентября
  - Братва из джунглей[21]
  - «Соблазнитель»
- 15 сентября
  - Прыгающая метла
  - Шанхай, я люблю тебя
  - Страна клыков
  - «Агент Джонни Инглиш: Перезагрузка»
  - «Хороший мальчик»[22][23]
  - Кунг-фу Кролик
  - Я не знаю, как она делает это
- 22 сентября
  - «Кожа, в которой я живу»
  - Профессионал (Элита киллеров)
  - «Погоня»
  - «Ночь страха»
  - Ужасный Генри
  - Эта — дурацкая — любовь
- 29 сентября
  - «Сколько у тебя...?»
  - Дом грёз
  - Предел риска

#### Октябрь
- 6 октября
  - История дельфина
  - Живая сталь
  - Страсть к перемене мест
  - Совсем не бабник
- 13 октября
  - «Мушкетёры» (3D)
  - «Заражение» («Зараза»)
  - «Не бойся темноты»
  - «Подстава»
  - «Не сдавайся»
  - «По версии Барни»
  - «Другая Земля»
- 20 октября
  - «Ромовый дневник»
  - «Человек, который изменил всё» (Деньгобол)
  - «Нечто»
  - «Опасный квартал»
  - «Паранормальное явление 3»
  - «Красный штат»
  - «Морская бригада»
- 27 октября
  - «Старая добрая оргия»
  - «Кот в сапогах»
  - «Время»

#### Ноябрь
- 3 ноября
  - «Приключения Тинтина: Тайна «Единорога»»
  - «Драйв»
  - «Гениальный папа»
  - Отряд особого назначения
- 10 ноября
  - «Война богов: Бессмертные»
  - «11-11-11»[24]
  - Соломенные псы
  - «Маркиз»
- 17 ноября
  - «Сумерки. Сага: Рассвет — Часть 1»
  - «Поля смерти»
  - «Аноним»
  - «Без истерики!»
  - «Чужие на районе»
- 24 ноября
  - Как украсть небоскрёб
  - Развод Надера и Симин

#### Декабрь
- 1 декабря
  - «Переростки»
  - Ронал-варвар
  - «Делай ноги 2»
  - «Однажды в Ирландии»
  - «Харакири: Смерть самурая»
  - «100 миллионов евро»
  - 2016: Конец ночи
  - Высоцкий. Спасибо, что живой
- 8 декабря
  - «Секретная служба Санта-Клауса»
  - «Нянь»
  - «Что скрывает ложь»
  - «Резня»
  - «Двойной агент»
  - «Гавр»
- 15 декабря
  - «Миссия невыполнима: Протокол Фантом»
  - «Пещера забытых снов»
  - Сфера колдовства
  - Клуб безбашенных
  - «Домой на Рождество»
- 22 декабря
  - «Фантом»
  - «Без названия»[25][26]
- 29 декабря
  - «Шерлок Холмс: Игра теней»
  - Монстр в Париже
  - «Элвин и бурундуки 3»
  - «Экстрамен»

### Отечественные фильмы и фильмы постсоветских республик

#### РФ

##### Январь
- 13 января — «Неадекватные люди»
- 20 января
  - «Самый лучший фильм 3-ДЭ»
  - «Сатисфакция»
  - «Тихая застава»
- 25 января — «Поцелуй сквозь стену»

##### Февраль
- 3 февраля — «На крючке!»
- 17 февраля — «Выкрутасы»
- 22 февраля — «SLOVE: Прямо в сердце»[27]

##### Март
- 3 марта — «Любовь-морковь 3»
- 17 марта
  - «Служебный роман. Наше время»
  - «Обратное движение»
- 24 марта — «Кукарача 3D»

##### Апрель
- 7 апреля
  - «ПираМММида»
  - «Мастер и Маргарита»
- 14 апреля — «Generation П»
- 21 апреля — «Свадьба по обмену»
- 28 апреля — «Гоп-стоп»

##### Май
- 5 мая
  - «Утомлённые солнцем 2: Цитадель»
  - «Парень с Марса»
- 12 мая — «Мишень»
- 19 мая — «Суперменеджер, или Мотыга судьбы»

##### Июнь
- 9 июня — All inclusive, или Всё включено
- 15 июня
  - «2-АССА-2»[28]
  - «Анна Каренина»
- 23 июня — «Громозека»
- 30 июня — «Варенье из сакуры»[29]

##### Июль
- 28 июля — «За тобой»[30]

##### Август
- 25 августа — «Небесный суд»[31]

##### Сентябрь
- 8 сентября
  - «Беременный»[32]
  - «2 дня»
- 22 сентября — «Рейдер»
- 29 сентября
  - «Пять невест»
  - «Елена»

##### Октябрь
- 6 октября
  - «Вдребезги»
  - «Мой папа Барышников»
- 13 октября — «Бабло»

##### Ноябрь
- 3 ноября
  - «Реальная сказка»
  - «Дом»
  - «Огни притона»
  - «Сибирь, Монамур»[33]
- 17 ноября — «Бой с тенью 3D: Последний раунд»
- 18 ноября — «Лев Толстой: Живой гений»

##### Декабрь
- 1 декабря — «Высоцкий. Спасибо, что живой»
- 15 декабря — «Ёлки 2»
- 22 декабря — Смешарики. Начало
- 29 декабря
  - «Иван Царевич и Серый Волк»[34]
  - «О чём ещё говорят мужчины»

#### Фильмы совместных производителей

##### Двух стран

###### Март
- 24 марта —
  - «В субботу» (РФ-Германия-Украина)
  - «Ключ Саламандры» (РФ-Нидерланды-США)

## Телесериалы

### Российские сериалы
- 1942
- Дело было на Кубани
- Жизнь и приключения Мишки Япончика
- Мы объявляем вам войну
- Игра (сериал)
- Дальнобойщики. Десять лет спустя
- Зайцев+1
- Универ. Новая общага
- Пятницкий

## Награды

### Critics' Choice Movie Awards
16-я церемония вручения наград премии Critics' Choice Movie Awards Ассоциацией телекинокритиков США и Канады прошла 14 января 2011 года.
- Лучший фильм: «Социальная сеть»
- Лучший режиссёр: Дэвид Финчер — «Социальная сеть»
- Лучшая мужская роль: Колин Фёрт — «Король говорит!»
- Лучшая женская роль: Натали Портман — «Чёрный лебедь»
- Лучшая мужская роль второго плана: Кристиан Бэйл — «Боец»
- Лучшая женская роль второго плана: Мелисса Лео — «Боец»
- Лучший(-ая) молодой (-ая) актёр/актриса: Хейли Стейнфилд — «Железная хватка»
- Лучший актёрский состав: «Боец»
- Лучший сценарий: Дэвид Сайдлер— «Король говорит!»
- Лучший адаптированный сценарий: Аарон Соркин, Бен Мезрич — «Социальная сеть»
- Лучший анимационный фильм: «История игрушек: Большой побег»
- Лучший фильм на иностранном языке: «Девушка с татуировкой дракона»

### Премия «Золотой глобус»
68-я церемония вручения наград американской премии «Золотой глобус» состоялась 16 января 2011 года в отеле «Беверли-Хилтон», Лос-Анджелес, США. Ведущим церемонии выступили американский комик Рики Джервейс. Почётная награда имени Сесиля Б. Де Милля за жизненные достижения в области кинематографа была вручена актёру Роберту Де Ниро.
- Лучший фильм (драма): «Социальная сеть»
- Лучший фильм (комедия или мюзикл): «Детки в порядке»
- Лучший режиссёр: Дэвид Финчер — «Социальная сеть»
- Лучшая мужская роль (драма): Колин Фёрт — «Король говорит!»
- Лучшая женская роль (драма): Натали Портман — «Чёрный лебедь»
- Лучшая мужская роль (комедия или мюзикл): Пол Джаматти — «По версии Барни»
- Лучшая женская роль (комедия или мюзикл): Аннет Бенинг — «Детки в порядке»
- Лучшая мужская роль второго плана: Кристиан Бэйл — «Боец»
- Лучшая женская роль второго плана: Мелисса Лео — «Боец»
- Лучший сценарий: Аарон Соркин, Бен Мезрич — «Социальная сеть»
- Лучший анимационный фильм: «История игрушек: Большой побег»
- Лучший фильм на иностранном языке: «Месть»

### Кинофестиваль «Сандэнс»
Кинофестиваль «Сандэнс-2012» прошёл с 20 по 30 января 2012 года в городе Парк-Сити, штат Юта, США.
- Лучший американский художественный фильм: «Как сумасшедший»
- Лучший зарубежный художественный фильм: «Счастлива до безумия»
- Лучший американский документальный фильм: «Как умереть в Орегоне»
- Лучший зарубежный документальный фильм: «В ад и обратно»

### Премия «Золотой орёл»
9-я церемония вручения наград премии «Золотой орёл» состоялась 21 января 2011 года в первом павильоне киноконцерна «Мосфильм».
- Лучший игровой фильм: «Как я провёл этим летом»
- Лучший неигровой фильм: «Виктор Астафьев. Весёлый солдат»
- Лучший анимационный фильм: «Белка и Стрелка. Звёздные собаки»
- Лучшая режиссёрская работа: Алексей Учитель за работу над фильмом «Край»
- Лучший сценарий: Алексей Попогребский за сценарий к фильму «Как я провёл этим летом»
- Лучшая мужская роль: Владимир Машков за роль в фильме «Край»
- Лучшая женская роль: Аньорка Штрехель за роль в фильме «Край»
- Лучшая мужская роль второго плана: Виктор Сухоруков за роль в фильме «Овсянки»
- Лучшая женская роль второго плана: Юлия Пересильд за роль в фильме «Край»
- Лучший зарубежный фильм в российском прокате:  «Аватар»

### Премия Гильдии киноактёров США
17-я церемония вручения премии Гильдии киноактёров США за заслуги в области кинематографа и телевидения за 2010 год состоялась 30 января 2011 года в Лос-Анджелесе.
- Лучшая мужская роль: Колин Фёрт — «Король говорит!»
- Лучшая женская роль: Натали Портман — «Чёрный лебедь»
- Лучшая мужская роль второго плана: Кристиан Бэйл — «Боец»
- Лучшая женская роль второго плана: Мелисса Лео — «Боец»
- Лучший актёрский состав: «Король говорит!»
- Лучший каскадёрский состав: «Начало»

### Премия гильдия режиссёров Америки
63-я церемония вручения премий Американской гильдии режиссёров за заслуги в области кинематографа и телевидения за 2010 год состоялась 29 января 2011 года в Лос-Анджелесе.
- Лучший фильм: «Король говорит!», реж. Том Хупер
- Лучший документальный фильм: «Инсайдеры», реж. Чарльз Фергюсон

### Берлинский кинофестиваль
61-й Берлинский международный кинофестиваль проходил с 10 по 20 февраля 2011 года Берлине, Германия. В основной конкурс вошло 16 лент, в том числе фильм Александр Миндадзе «В субботу» Жюри основного конкурса возглавляла итальянская актриса Изабелла Росселлини.
- Золотой медведь: «Развод Надера и Симин», реж. Асгар Фархади ()
- Гран-при жюри (Серебряный медведь): «Туринская лошадь», реж. Бела Тарр (    )
- Серебряный медведь за лучшую режиссёрскую работу: Ульрих Кёлер, «Сонная болезнь» (  )
- Серебряный медведь за лучшую мужскую роль: Шахаб Хоссейни и Пейман Моаади за «Развод Надера и Симин» ()
- Серебряный медведь за лучшую женскую роль: Сара Байат и Лейла Хатами за «Развод Надера и Симин» ()
- Серебряный медведь за лучший сценарий: Джошуа Марстон, Андамион Муратадж за «Прощение крови» (   )

### Премия BAFTA
64-я церемония вручения наград британской премии «BAFTA» состоялась 13 февраля 2011 года в Королевском театре Ковент-Гарден в Лондоне, Великобритания.
- Лучший фильм: «Король говорит!»
- Лучший британский фильм: «Король говорит!»
- Лучший фильм на иностранном языке: «Девушка с татуировкой дракона»
- Лучший режиссёр: Дэвид Финчер — «Социальная сеть»
- Лучшая мужская роль: Колин Фёрт — «Король говорит!»
- Лучшая женская роль: Натали Портман — «Чёрный лебедь»
- Лучшая мужская роль второго плана: Джеффри Раш — «Король говорит!»
- Лучшая женская роль второго плана: Хелена Бонэм Картер — «Король говорит!»
- Лучший оригинальный сценарий: Дэвид Сайдлер — «Король говорит!»
- Лучший адаптированный сценарий: Аарон Соркин, Бен Мезрич — «Социальная сеть»
- Лучший анимационный фильм: «История игрушек: Большой побег»

### Премия «Сезар»
36-я церемония вручения наград премии «Сезар» за заслуги в области французского кинематографа за 2010 год состоялась 25 февраля 2011 года в театре «Шатле» (Париж, Франция)
- Лучший фильм: «О людях и богах»
- Лучший фильм на иностранном языке:  «Социальная сеть»
- Лучший режиссёр: Роман Полански — «Призрак»
- Лучшая мужская роль: Эрик Эльмонино — «Генсбур. Любовь хулигана»
- Лучшая женская роль: Сара Форестье — «Имена людей»
- Лучшая мужская роль второго плана: Микаэль Лонсдаль — «О людях и богах»
- Лучшая женская роль второго плана: Анн Альваро — «Шорох кубиков льда»
- Лучший оригинальный сценарий: Байа Касми и Мишель Леклерк — «Имена людей»
- Лучший адаптированный сценарий: Роберт Харрис и Роман Полански — «Призрак»

### Премия «Независимый дух» (Independent Spirit Awards)
26-я церемония вручения премии «Независимый дух», ориентированной в первую очередь на американское независимое кино, за 2010 год состоялась 26 февраля 2011 года в Лос-Анджелесе.
- Лучший фильм: «Чёрный лебедь»
- Лучший режиссёр: Даррен Аронофски — «Чёрный лебедь»
- Лучшая мужская роль: Джеймс Франко — «127 часов»
- Лучшая женская роль: Натали Портман — «Чёрный лебедь»
- Лучшая мужская роль второго плана: Джон Хоукс — «Зимняя кость»
- Лучшая женская роль второго плана: Дейл Дикки — «Зимняя кость»
- Лучший сценарий: Лиза Холоденко, Стюарт Блумберг — «Детки в порядке»
- Лучший фильм на иностранном языке:  «Король говорит!»

### Премия «Оскар»
83-я церемония вручения наград американской премии «Оскар» состоялась 27 февраля 2011 года в театре «Кодак», Лос-Анджелес, США. Ведущим церемонии был актёры Энн Хэтэуэй и Джеймс Франко.
- Лучший фильм: «Король говорит!»
- Лучший режиссёр: Том Хупер — «Король говорит!»
- Лучшая мужская роль: Колин Фёрт — «Король говорит!»
- Лучшая женская роль: Натали Портман — «Чёрный лебедь»
- Лучшая мужская роль второго плана: Кристиан Бэйл — «Боец»
- Лучшая женская роль второго плана: Мелисса Лео — «Боец»
- Лучший оригинальный сценарий: Дэвид Сайдлер — «Король говорит!»
- Лучший адаптированный сценарий: Аарон Соркин, Бен Мезрич — «Социальная сеть»
- Лучший анимационный фильм: «История игрушек: Большой побег»
- Лучший фильм на иностранном языке:  «Месть»

### Премия «Ника»
24-я церемония вручения наград премии «Ника» состоялась 7 апреля 2011 года в Московском театре оперетты.
- Лучший игровой фильм: «Край»
- Лучший фильм стран СНГ и Балтии: «Глазами призрака» ([Азербайджан], Франция)
- Лучший неигровой фильм: «Мой друг доктор Лиза»
- Лучший анимационный фильм: «Гадкий утёнок»
- Лучшая режиссёрская работа: Алексей Попогребский за работу над фильмом «Как я провёл этим летом»
- Лучший сценарий: Денис Осокин за сценарий к фильму «Овсянки»
- Лучшая мужская роль: Владимир Машков за роль в фильме «Край»
- Лучшая женская роль: Нина Русланова за роль в фильме «Китайская бабушка»
- Лучшая мужская роль второго плана: Евгений Миронов за роль в фильме «Утомлённые солнцем 2. Предстояние»
- Лучшая женская роль второго плана: Ирина Муравьёва за роль в фильме «Китайская бабушка»

### MTV Movie Awards
Церемония вручения кинонаград канала MTV за состоялась 5 июня 2011 года в Лос-Анджелесе. Ведущей стал актёр Джейсон Судейкис.
- Лучший фильм года: «Сумерки. Сага. Затмение»
- Лучшая мужская роль: Роберт Паттинсон — «Сумерки. Сага. Затмение»
- Лучшая женская роль: Кристен Стюарт — «Сумерки. Сага. Затмение»
- Прорыв года: Хлоя Грейс Морец — «Пипец»

### Каннский кинофестиваль
64-й Каннский международный кинофестиваль проходил с 11 по 22 мая 2011 года в Каннах, Франция. В основной конкурс вошло 20 лент. Жюри основного конкурса возглавил американский актёр Роберт Де Ниро.
- Золотая пальмовая ветвь: «Древо жизни», реж. Терренс Малик ()
- Гран-при: «Однажды а Анатолии», реж. Нури Бильге Джейлан () и «Мальчик с велосипедом», реж. Жан-Пьер и Люк Дарденны ()
- Приз жюри: «Полисс», реж. Майвенн Ле Беско ()
- Лучший режиссёр: Николас Виндинг Рефн за «Драйв» ()
- Лучший сценарий: Джозеф Седар за «Примечание» ()
- Лучшая мужская роль: Жан Дюжарден за «Артист» ()
- Лучшая женская роль: Кирстен Данст за «Меланхолия» ()

### «Кинотавр»
22-й открытый российский кинофестиваль «Кинотавр-2011» проходил с 4 по 11 июня 2011 года в Сочи. Жюри возглавил режиссёр, сценарист Александр Миндадзе.
- Лучший фильм: «Безразличие», реж. Олег Флянгольц
- Лучший режиссёр: Бакур Бакурадзе, «Охотник»
- Лучший дебют: фильм «Бабло», реж. Константин Буслов
- Лучшая мужская роль: Константин Юшкевич, фильм «Упражнения в прекрасном»
- Лучшая женская роль: Татьяна Шаповалова, фильм «Охотник»
- Лучшая операторская работа: Ибен Булл, «Портрет в сумерках»
- Лучший сценарий: Гоша Куценко, Виктор Шамиров, Константин Юшкевич, фильм «Упражнения в прекрасном»

### Московский международный кинофестиваль
33-й Московский международный кинофестиваль прошёл в Москве с 23 июня по июля 2011 года. Председателем жюри основного конкурса была немецкий режиссёр и актриса Маргарете фон Тротта. В основном конкурсе участвовали 17 фильмов. Главный приз кинофестиваля, «Золотой Георгий», получил фильм «Волны» режиссёра Альберта Мораиса ().

### Премия «Сатурн»
37-я церемония вручения наград премии «Сатурн» за заслуги в области фантастики, фэнтези и фильмов ужасов состоялась 23 июня 2011 года в городе Бербанк (Калифорния, США).
- Лучший научно-фантастический фильм: «Начало»
- Лучший фильм-фэнтези: «Алиса в стране чудес»
- Лучший фильм ужасов/триллер: «Впусти меня. Сага»
- Лучший приключенческий фильм/боевик: «Солт»
- Лучший полнометражный мультфильм: «История игрушек: Большой побег»
- Лучший иностранный фильм: «Монстры» ()
- Лучший режиссёр: Кристофер Нолан — «Начало»
- Лучшая мужская роль: Джефф Бриджес — «Трон: Наследие»
- Лучшая женская роль: Натали Портман — «Чёрный лебедь»
- Лучшая мужская роль второго плана: Эндрю Гарфилд — «Не отпускай меня»
- Лучшая женская роль второго плана: Мила Кунис — «Чёрный лебедь»
- Лучший сценарий: Кристофер Нолан — «Начало»

### Венецианский кинофестиваль
68-й Венецианский международный кинофестиваль проходил с 30 августа по 10 сентября 2011 года в Венеции, Италия. В основной конкурс вошло 23 ленты, в том числе «Фауст» Александра Сокурова. Жюри основного конкурса возглавлял американский режиссёр и сценарист Даррен Аронофски.
- Золотой лев: «Фауст», реж. Александр Сокуров ()
- Специальный приз жюри: «Материк», реж. Эмануэле Криалезе ()
- Серебряный лев за лучшую режиссёрскую работу: Шанцзюнь Цай, «Люди горы люди море» ( )
- Золотые Озеллы за лучший сценарий: Йоргос Лантимос, «Альпы» ()
- Кубок Вольпи за лучшую мужскую роль: Майкл Фассбендер за роли в фильме «Стыд» ()
- Кубок Вольпи за лучшую женскую роль: Динни Йип за роль в фильме «Простая жизнь» ( )

### Премия Европейской киноакадемии
24-я церемония континентальной премии Европейской академии кино состоялась 3 декабря 2011 года в столице Германии, Берлине.
- Лучший фильм: «Меланхолия» (  )
- Лучший режиссёр: Сюзанна Бир — «Месть» ()
- Лучший сценарий: Жан-Пьер и Люк Дарденны — «Мальчик с велосипедом» ()
- Лучшая мужская роль: Колин Фёрт — «Король говорит!» (  )
- Лучшая женская роль: Тильда Суинтон — «Что-то не так с Кевином» ( )
- Приз зрительских симпатий — «Король говорит!» (  )

### Премия «Белый слон»
14-я церемония кинопремии Гильдии киноведов и кинокритиков России «Белый слон» прошла 22 декабря в Москве.
- Лучший фильм: «Елена»
- Лучшая режиссёрская работа: Андрей Звягинцев — «Елена»
- Лучший мужская роль: Антон Шагин— «В субботу»
- Лучшая женская роль: Дарья Екамасова — «Жила-была одна баба»
- Лучший мужская роль второго плана: Алексей Серебряков — «Жила-была одна баба»
- Лучшая женская роль второго плана: Елена Лядова — «Елена»
- Лучший документальный фильм: «Книга Тундры»
- Лучший анимационный фильм: «Шатало»
- Лучший сценарий: Мария Потапова — «Шапито-шоу»